# Marion Zimmer Bradley
Marion Zimmer Bradley (* 3. Juni 1930 in Albany, New York; † 25. September 1999 in Berkeley, Kalifornien)  war eine US-amerikanische Schriftstellerin, die mit Fantasy-Romanen wie Die Nebel von Avalon weltweit bekannt wurde. In den 1960er Jahren verfasste sie aus finanziellen Gründen auch Groschenhefte, Schauerromane, Lebensbeichten, Krimis und Softpornos unter diversen Pseudonymen wie Lee Chapman, John Dexter, Miriam Gardner, Valerie Graves, Morgan Ives und John J. Wells.

## Leben
Marion Zimmer Bradley kam 1930 als Marion Eleanor Zimmer in Albany zur Welt. Mit elf Jahren begann sie zu schreiben. Zunächst versuchte sie sich an historischen Romanen. Im Jahr 1946 begann sie ein Lehramtsstudium am Lehrerkolleg des New York State College, brach es aber ohne Abschluss ab. 1949 heiratete sie den dreißig Jahre älteren Eisenbahnangestellten Robert Alden Bradley (1898–1966). 1950 kam ihr erster Sohn, David Bradley († 2008), zur Welt. 1962 trennte sie sich von Robert Bradley, zog nach Abilene, Texas, und setzte ihr Studium an der Hardin-Simmons University fort, das sie 1964 mit dem Grad „Bachelor of Arts“ in Psychologie abschloss. 1964 ließ sie sich von Bradley scheiden und heiratete wenige Wochen später Walter Henry Breen, einen Autor und Numismatiker, der auch zur Geschichte der Homosexualität forschte. Mit ihm bekam sie zwei weitere Kinder, Patrick und Moira. Aus beruflichen Gründen führte sie weiter den Namen Bradley.
Danach begann sie ein Aufbaustudium an der University of California, Berkeley und wurde zusammen mit Diana L. Paxson 1966 Mitbegründerin der Society for Creative Anachronism.  1979 trennte sie sich von Breen, arbeitete aber weiterhin mit ihm zusammen. Die Ehe wurde 1990 geschieden. Im selben Jahr wurde Breen wegen sexuellen Missbrauchs an Minderjährigen verurteilt. Bradley soll eine sexuelle Beziehung zu der Fantasy-Autorin Elizabeth Waters unterhalten haben, die zu ihren „Sword-and-Sorceress“-Anthologien mehrere Beiträge leistete und nach dem Tod Bradleys auch als Herausgeberin auftrat.
Mit ihren Schwägerinnen Diana L. Paxson und Tracy Blackstone sowie ihrem Bruder Paul Edwin Zimmer wohnte sie in dem Schriftstellerhaushalt Greyhaven, später bis zu ihrem Tod in ihrem Haus Greenwalls, beides in Berkeley, Kalifornien. Am 21. September 1999 erlitt Marion Zimmer Bradley einen Herzinfarkt, an dessen Folgen sie am 25. September desselben Jahres verstarb. Zwei Monate später wurde ihre Asche über dem Glastonbury Tor in Somerset, England verstreut.

### Werdegang
Bereits im Alter von 17 Jahren gab Bradley eine Zeitschrift für Science-Fiction-Fans heraus. Ab 1953 konnte sie erste Texte in Fantasy- und SF-Magazinen veröffentlichen. In diesem Jahr druckte das Magazin „Vortex Science Fiction“ ihre Kurzgeschichte Women Only. Es folgten zahlreiche weitere Kurzgeschichten, zum Teil unter verschiedenen Pseudonymen. Bei vielen davon handelte es sich um Auftragsarbeiten, die sie zum Teil selbst als minderwertig ansah. Ihre ersten kontinuierlichen Erfolge stellten sich mit dem Darkover-Zyklus ein, dessen erster Roman The Planet Savers 1958 erschien. Daneben wirkte sie an Periodika und Anthologien mit, die sie teilweise selbst herausgab. Weltweiten Erfolg und Bestsellerstatus erlangte sie 1983 mit dem Roman Die Nebel von Avalon, durch den sie über das Fantasy-Genre hinaus bekannt wurde. Im Laufe ihres Lebens schrieb Bradley rund 50 Novellen des Science-Fiction/Fantasy-Genres, ferner erschienen zahlreiche Sammelbände ihrer Kurzgeschichten. Bei über 20 weiteren Büchern des Genres, meist Sammelbänden, wirkte sie als Herausgeberin mit. Bradley förderte nicht nur die kreative Arbeit von Fans in Form von Fan-Fiction, sondern schrieb auch ihrerseits mindestens eine Geschichte aus dem Mittelerde-Universum des britischen Schriftstellers J. R. R. Tolkien (The Jewel of Arwen).
Neben ihrer schriftstellerischen Tätigkeit arbeitete Bradley, zum Teil gemeinsam mit Breen, an Texten zu geschichtlichen und kulturellen Aspekten männlicher und weiblicher Homosexualität. Gemeinsam erstellten und pflegten sie über Jahre hinweg eine Bibliographie homosexueller Literatur. In den 1950er Jahren stand sie mit der lesbischen Aktionsgruppe Daughters of Bilitis in Verbindung und trug Artikel für deren Zeitschrift The Ladder bei.

### Religiöse Ansichten
Bradley wurde in der Tradition der Episkopalkirche erzogen. Schon früh hatte sie sich für esoterische religiöse Anschauungen interessiert. Nach ihrer Ankunft in Berkeley befasste sie sich verstärkt mit dem Neuheidentum, übersinnlichen Wahrnehmungen und Reinkarnation. Zusammen mit Paxson gründete Bradley 1978 einen Wicca-Coven namens Darkmoon Circle. 1980 ließ sie sich zusammen mit Breen zur Priesterin der „Holy Apostolic-Catholic Church of the East (Chaldean-Syrian)“ weihen. In dieser Eigenschaft bot sie ehrenamtlich seelsorgerische Dienste für die LGBT-Organisation Pacific Center For Human Growth an. Bradley war Mitbegründerin des „Centre for Nontraditional Religion“, dem sie Räumlichkeiten auf ihrem Grundstück zur Verfügung stellte. 1997 hatte sie sich wieder der Episkopalkirche zugewandt.

### Kontroversen

#### Urheberrechtsstreit
Seit dem Erscheinen der ersten Geschichten des Darkover-Zyklus hatte Bradley Fan-Fiction-Anthologien kommentiert und herausgegeben, in denen Fans – insbesondere aus dem Zirkel „Friends of Darkover“ – eigene Geschichten aus dem Zyklus veröffentlichen konnten. 1992 kam es zu einer Auseinandersetzung mit der Autorin einer Fan-Geschichte, die durch Bradleys projektiertes neues Buch mit dem Arbeitstitel „Contraband“ ihre Urheberrechte verletzt sah. Um einer juristischen Auseinandersetzung aus dem Wege zu gehen, lehnte Bradleys Verlag die Veröffentlichung des Buches schon im Vorfeld ab. Bradley stellte daraufhin ihre Zusammenarbeit mit dem Fanzirkel „Friends of Darkover“ ein.

#### Missbrauchsvorwürfe
Im Jahr 2014 wurde Bradley von ihrer Tochter, Moira Greyland, vorgeworfen, sie im Alter von drei bis zwölf Jahren sexuell missbraucht zu haben. Zudem beschreibt Greyland ihre Kindheit als sehr gewalttätig und gibt an, Marion Zimmer Bradley habe sie mehrfach beinahe umgebracht. Greyland zufolge sei sie auch nicht das einzige Opfer, es gebe etliche weitere Opfer beider Geschlechter. Der Autor Jim C. Hines gab an, Bradley habe die sexuellen Übergriffe ihres mehrfach einschlägig vorbestraften Ehemannes Breen auf Kinder gedeckt. Das kanadische LGBT-Magazin Xtra! berichtete bereits 2007, Bradley habe von Anfang ihrer Ehe an von Breens sexuellen Beziehungen zu Minderjährigen gewusst und diese verteidigt. Eines der Opfer Walter Breens verklagte nach dessen Tod Marion Zimmer Bradley in den 1990er Jahren wegen Beihilfe und Begünstigung. Bradley ihrerseits versuchte, gerichtlich feststellen zu lassen, dass sie für die Taten des verstorbenen Breen nicht zivilrechtlich verantwortlich gemacht werden könne. Dazu forderte sie eine Indemnitätserklärung von Breens Erben. Bemerkenswert ist, dass damit ihre eigenen Kinder, Patrick und Moira, ihre Prozessgegner waren. Aspekte dieses Verfahrens wurden wiederholt in der amerikanischen Fachliteratur diskutiert.
In ihrer Anfang 2018 erschienenen Autobiografie  The Last Closet: the Dark Side of Avalon hat Moira Greyland die Missbrauchsvorwürfe gegen ihre Mutter und andere Personen in ihrem Umfeld dargestellt.

## Einfluss
Bekannt geworden ist Marion Zimmer Bradley vor allen Dingen durch ihre Fantasy-Romane. Die erfolgreichsten sind die Geschichten aus dem Darkover-Zyklus sowie der Roman Die Nebel von Avalon. Letzterer schildert die Artussage aus Sicht einer Frau. Die Nebel von Avalon wurde im Jahr 2000 für das Fernsehen verfilmt und 2001 ausgestrahlt. Ein weiteres sehr erfolgreiches Buch der Autorin ist Die Feuer von Troia, in welchem der Trojanische Krieg aus Sicht der Priesterin Kassandra neu erzählt wird.
Mit ihren Romanen hatte Bradley großen Einfluss auf feministische und neuheidnische Kreise.
Bradley hat in der US-amerikanischen Science-Fiction das Thema Homosexualität enttabuisiert und es vorurteilsfrei dargestellt. Unter Pseudonymen schrieb sie Mitte der 1960er mehrere Romane mit LGBT-Inhalten, die sie selbst allerdings als Brotschreiberei und „Schundromane“ bezeichnete.

## Auszeichnungen
1984 erhielt Zimmer Bradley den Locus Award in der Kategorie Bester Fantasy-Roman für Die Nebel von Avalon.
Im Jahr 2000 wurde Marion Zimmer Bradley für ihr Lebenswerk postum mit dem World Fantasy Award for Life Achievement geehrt.

## Bibliografie
Wird bei Kurzgeschichten als Quelle nur Titel und Jahr angegeben, so findet sich die vollständige Angabe bei der entsprechenden Sammelausgabe.

### Darkover
Romane
Hier in der Reihenfolge des Erscheinens der Originalausgaben. Eine Darstellung entsprechend der inneren Chronologie findet sich im Hauptartikel.
- 1 Darkover Landfall (1972)
  - Deutsch: Landung auf Darkover. Übersetzt von Leni Sobez. Pabel-Moewig (Terra Astra #123), 1973. Auch als: Landung auf Darkover. Übersetzt von Martin Eisele. Moewig Science Fiction #3653, 1984, ISBN 3-8118-3653-6. Auch als: Die Landung : Ein Darkover-Roman. Übersetzt von Martin Eisele. Droemer Knaur (Knaur #60958), München 2001, ISBN 3-426-60958-4.
- 2 Stormqueen! (1978)
  - Deutsch: Herrin der Stürme. Übersetzt von Bernd Holzrichter. Droemer Knaur (Knaur Science Fiction & Fantasy #5717), 1979, ISBN 3-426-05717-4.
- 3 Hawkmistress! (1982)
  - Deutsch: Herrin der Falken. Übersetzt von Rosemarie Hundertmarck. Droemer Knaur, München 1984, ISBN 3-426-19154-7.
- 4 Two to Conquer (1980)
  - Deutsch: Die Zeit der Hundert Königreiche. Übersetzt von Rosemarie Hundertmarck. Moewig Science Fiction #3584, 1982, ISBN 3-8118-3584-X.
- 5 The Heirs of Hammerfell (1989)
  - Deutsch: Die Erben von Hammerfell. Übersetzt von Rosemarie Hundertmarck. Hestia, 1991, ISBN 3-89457-000-8.
- 6 The Shattered Chain (1976)
  - Deutsch: Die Amazonen von Darkover. Übersetzt von Leni Sobez. Pabel (Terra Taschenbuch #298), 1978. Auch als: Die zerbrochene Kette. Übersetzt von Rosemarie Hundertmarck. Moewig Science Fiction #3671, 1985, ISBN 3-8118-3671-4.
- 7 Thendara House (1983)
  - Deutsch: Gildenhaus Thendara. Übersetzt von Rosemarie Hundertmarck. Moewig Science Fiction #3728, 1986, ISBN 3-8118-3728-1.
- 8 City of Sorcery (1984)
  - Deutsch: Die schwarze Schwesternschaft. Übersetzt von Rosemarie Hundertmarck. Fantasy Productions #500, 1985, ISBN 3-89064-500-3. Auch als: Die schwarze Schwesternschaft : Ein Darkover-Roman. Übersetzt von Rosemarie Hundertmarck. Droemer Knaur (Knaur #60968), München 2000, ISBN 3-426-60968-1.
- 9 Rediscovery (1993; mit Mercedes Lackey)
  - Deutsch: An den Feuern von Hastur. Mercedes Lackey. Hestia, 1994, ISBN 3-89457-049-0.
- 10 The Spell Sword (1974)
  - Deutsch: Das Zauberschwert. Übersetzt von Rosemarie Hundertmarck. Pabel-Moewig (Terra Astra #230), 1976. Auch als: Das Zauberschwert : Ein Darkover-Roman. Übersetzt von Rosemarie Hundertmarck. Droemer Knaur (Knaur #60959), München 2001, ISBN 3-426-60959-2.
- 11 The Forbidden Tower (1977)
  - Deutsch: Der verbotene Turm. Hrsg. und mit einem Nachwort von Hans Joachim Alpers. Übersetzt von Rosemarie Hundertmarck. Moewig Science Fiction #3553, 1981, ISBN 3-8118-3553-X.
- 12 Star of Danger (1965)
  - Deutsch: Die Kräfte der Comyn. Übersetzt von Rosemarie Hundertmarck und Joachim Körber. Pabel (Utopia Zukunftsroman #520), 1967. Auch als: Planet der Gefahren. Übersetzt von Leni Sobez. Moewig (Terra Nova #167), 1971. Auch als: Die Kräfte der Comyn : Ein Darkover-Roman. Übersetzt von Rosemarie Hundertmarck und Joachim Körber. Moewig bei Ullstein (Ullstein Moewig bei Ullstein #62851), Rastatt 1994, ISBN 3-8118-2851-7.
- 13 The Winds of Darkover (1970)
  - Deutsch: Die Winde von Darkover. Übersetzt von Leni Sobez. Terra Astra #13, 1971. Auch als: Die Winde von Darkover. Übersetzt von Rosemarie Hundertmarck. Moewig bei Ullstein, Rastatt 1994, ISBN 3-8118-2803-7.
- 14 The Bloody Sun (1964)
  - Deutsch: Die blutige Sonne. Telepathische Kräfte regieren eine fremde Welt. Übersetzt von Leni Sobez. Pabel-Taschenbuch #238, 1966, DNB 456171681. Auch als: Die blutige Sonne. Übersetzt von Rosemarie Hundertmarck. Moewig Science Fiction #3572, 1982, ISBN 3-8118-3572-6.
- 15 The Heritage of Hastur (1975)
  - Deutsch: Hasturs Erbe. Hrsg. und mit einem Nachwort von Hans Joachim Alpers. Übersetzt von Annette von Charpentier. Moewig Science Fiction #3515, 1981, ISBN 3-8118-3515-7.
- 16 The Sword of Aldones (1962, in: Marion Zimmer Bradley: The Planet Savers / The Sword of Aldones)
  - Deutsch: Das Schwert des Aldones. Übersetzt von Rosemarie Hundertmarck. Moewig (Terra Nova #187), 1971.
- 17 The Planet Savers (Erzählung in: Amazing Science Fiction Stories, November 1958)
  - Deutsch: Dr. Allisons zweites Ich. Pabel (Utopia Zukunftsroman #236), 1960. Auch als: Retter eines Planeten. Übersetzt von Leni Sobez. Moewig (Terra Astra #7), 1971. Auch als: Expedition der Bittsteller. In: Hans Joachim Alpers (Hrsg.): Science Fiction Almanach 1981. Moewig Science Fiction #3506, 1980, ISBN 3-8118-3506-8. Auch als: Die Welt der Marion Zimmer Bradley: Retter des Planeten. Moewig Science Fiction #3856, 1988, ISBN 3-8118-3856-3.
- 18 Sharra’s Exile (1981)
  - Deutsch: Sharras Exil. Hrsg. von Hans Joachim Alpers. Übersetzt von Rosemarie Hundertmarck. Moewig Science Fiction #3613, 1983, ISBN 3-8118-3613-7.
- 19 The World Wreckers (1971)
  - Deutsch: Die Weltenzerstörer. Übersetzt von Leni Sobez. Pabel-Moewig (Terra Astra #75), 1973. Auch als: Die Weltenzerstörer. Übersetzt von Rosemarie Hundertmarck. Moewig bei Ullstein (Ullstein Moewig bei Ullstein #62855), Rastatt 1994, ISBN 3-8118-2855-X.
- 20 Hastur Lord (2010; mit Deborah J. Ross)
- 21 Exile’s Song (1996; mit Adrienne Martine-Barnes)
  - Deutsch: Asharas Rückkehr. Übersetzt von Fred Kinzel. Knaur, München 1998, ISBN 3-426-66036-9.
- 22 The Shadow Matrix (1997; mit Adrienne Martine-Barnes)
  - Deutsch: Die Schattenmatrix : Ein Darkover-Roman. Übersetzt von Fred Kinzel. Knaur, München 2000, ISBN 3-426-66032-6.
- 23 Traitor’s Sun (1999; mit Adrienne Martine-Barnes)
  - Deutsch: Der Sohn des Verräters : Ein Darkover-Roman. Übersetzt von Fred Kinzel. Knaur, München 2002, ISBN 3-426-66033-4.
- 24 Thunderlord (2016; mit Deborah J. Ross)
- The Legend of Lady Bruna (1985, in: Marion Zimmer Bradley: Free Amazons of Darkover)
  - Deutsch: Die Legende von Lady Bruna. In: Marion Zimmer Bradley: Freie Amazonen von Darkover. Moewig Science Fiction #3847, 1988, ISBN 3-8118-3847-4.
- Marion Zimmer Bradley’s Darkover (1993)
  - Deutsch: Planet der blutigen Sonne. Übersetzt von Ronald M. Hahn. Knaur Darkover #60981, 2000, ISBN 3-426-60981-9.
- Rediscovery of Darkover (1993; mit Mercedes Lackey)
  - Deutsch: An den Feuern von Hastur. Übersetzt von Rosemarie Hundertmarck. Hestia, 1994, ISBN 3-89457-049-0.
- Darkover: The Gateway Collection (2013)

Sammelausgaben
- The Planet Savers / The Sword of Aldones (Sammelausgabe von 16 und 17; 1962)
- The Planet Savers (Sammelausgabe von 17 und The Waterfall; 1976)
- Children of Hastur (Sammelausgabe von 15 und 18; 1982; auch: Heritage and Exile, 2002)
- Oath of the Renunciates (Sammelausgabe von 6 und 7; 1983)
- The Darkover Saga (Sammelausgabe von 4,11,15,18; 1984)
- The Winds of Darkover & The Planet Savers (Sammelausgabe von 13 und 17; 1995)
- The Ages of Chaos (Sammelausgabe von 2 und 3; 2002)
- The Forbidden Circle (Sammelausgabe von 10 und 11; 2002)
- The Saga of the Renunciates (Sammelausgabe von 6–8; 2002)
- A World Divided (Sammelausgabe von 12–14; 2003)
- Darkover: First Contact (Sammelausgabe von 1 und 4; 2004)
- To Save a World (Sammelausgabe von 17 und 19; 2004)

Anthologien
Herausgegeben von Marion Zimmer Bradley. Die Anthologien enthalten zum Teil Erzählungen der Herausgeberin.
- 1 The Keeper’s Price and Other Stories (1980; auch: The Keeper’s Price, 1984)
- 2 The Darkover Saga (1984; auch: Sword of Chaos, 2013)
  - Deutsch: Schwert des Chaos. Moewig Science Fiction #3702, 1986, ISBN 3-8118-3702-8.
- 3 Free Amazons of Darkover (1985)
  - Deutsch: Freie Amazonen von Darkover. Moewig Science Fiction #3847, 1988, ISBN 3-8118-3847-4. Auch als: Die freien Amazonen : Ein Darkover-Lesebuch. Übersetzt von Rosemarie Hundertmarck. Droemer Knaur (Knaur #60974), München 2000, ISBN 3-426-60974-6.
- 4 The Other Side of the Mirror and Other Darkover Stories (1987)
  - Deutsch: Die andere Seite des Spiegels : Ein Darkover-Lesebuch. Übersetzt von Ronald M. Hahn. Droemer Knaur (Knaur #60975), München 2002, ISBN 3-426-60975-4.
- 5 Red Sun of Darkover (1987)
  - Deutsch: Rote Sonne über Darkover. Moewig Science Fiction #3881, 1989, ISBN 3-8118-3881-4. Auch als: Rote Sonne : Ein Darkover-Lesebuch. Übersetzt von Rosemarie Hundertmarck. Droemer Knaur (Knaur #60976), München 2001, ISBN 3-426-60976-2.
- 6 Four Moons of Darkover (1988)
  - Deutsch: Die Monde von Darkover. Moewig Science Fiction #3883, 1990, ISBN 3-8118-3883-0.
- 7 Domains of Darkover (1990)
  - Deutsch: Die Domänen : Ein Darkover-Lesebuch. Übersetzt von Ronald M. Hahn. Droemer Knaur (Knaur #60978), München 2001, ISBN 3-426-60978-9.
- 8 Renunciates of Darkover (1991)
  - Deutsch: Die Schwesternschaft des Schwertes: Ein Darkover-Lesebuch. Übersetzt von Ronald M. Hahn. Droemer Knaur (Knaur #60979), München 2001, ISBN 3-426-60979-7.
- 9 Leroni of Darkover (1991)
  - Deutsch: Die Tänzerin von Darkover: Geschichten. Übersetzt von Ronald Böhme. Wilhelm Heyne Verlag GmbH & Co. KG (Heyne #01/10389), München 1997, ISBN 3-453-13163-0.
- 10 Towers of Darkover (1993)
  - Deutsch: Die Türme : Ein Darkover-Lesebuch. Übersetzt von Fred Kinzel. Droemer Knaur (Knaur #60980), München 2002, ISBN 3-426-60980-0.
- 11 Snows of Darkover (1994)
  - Deutsch: Das Wort des Hastur. Heyne Allgemeine Reihe #10390, 1999, ISBN 3-453-13645-4.

Clingfire-Trilogie / Die Feuer von Darkover (mit Deborah J. Ross)
- 1 The Fall of Neskaya (2001)
  - Deutsch: Der Untergang von Neskaya. Übersetzt von Michael Nagula. Blanvalet (Goldmann #24194), München 2002, ISBN 3-442-24194-4.
- 2 Zandru’s Forge (2003)
  - Deutsch: Zandrus Schmiede. Übersetzt von Michael Nagula. Blanvalet #24195, München 2004, ISBN 3-442-24195-2.
- 3 A Flame in Hali (2004)
  - Deutsch: Die Flamme von Hali. Übersetzt von Michael Nagula. Blanvalet #24196, München 2006, ISBN 3-442-24196-0.

Children of Kings (mit Deborah J. Ross)
- 1 The Alton Gift (2007)
- 2 The Children of Kings (2013)

Kurzgeschichten
- A Meeting in the Hyades (1962)
  - Deutsch: Begegnung in den Hyaden. In: Marion Zimmer Bradley: Das grosse Marion-Zimmer-Bradley-Buch. 1989.
- The Waterfall (1976, in: Marion Zimmer Bradley: The Planet Savers)
  - Deutsch: Marion Zimmer Bradleys „Darkover“. Hrsg. von Hans Joachim Alpers. Übersetzt von Martin Eisele. Corian (Edition Futurum #3), 1983, ISBN 3-89048-203-1. Auch als: Der Wasserfall. In: Michael Görden (Hrsg.): Der letzte Kuß. Bastei Lübbe (Phantastische Literatur #72051), 1986, ISBN 3-404-72051-2.
- The Keeper’s Price (in: Starstone, January 1978; mit Elisabeth Waters)
  - Deutsch: Der Preis des Bewahrers. In: Marion Zimmer Bradley: Der Preis des Bewahrers. Übersetzt von Rosemarie Hundertmarck. Moewig #Bd. Nr. 3700 : Science-Fiction, Rastatt 1986, ISBN 3-8118-3700-1. Auch als: Der Preis der Bewahrerin. In: Marion Zimmer Bradley: Das grosse Marion-Zimmer-Bradley-Buch. 1989.
- The Lesson of the Inn (in: Starstone, June 1978)
  - Deutsch: Lektion im Gasthof. Hrsg. von Hans Joachim Alpers. Übersetzt von Martin Eisele. Corian (Edition Futurum #3), 1983, ISBN 3-89048-203-1. Auch als: Unterricht im Gasthof. In: Marion Zimmer Bradley: Planet der blutigen Sonne. 2000.
- To Keep the Oath (1979)
  - Deutsch: Den Eid zu wahren. In: Marion Zimmer Bradley: Das grosse Marion-Zimmer-Bradley-Buch. 1989. Auch als: Um den Eid zu halten. In: Marion Zimmer Bradley: Planet der blutigen Sonne. 2000.
- Blood Will Tell (1980, in: Marion Zimmer Bradley: The Keeper’s Price and Other Stories)
  - Deutsch: Ein Fürst der Comyn. In: Marion Zimmer Bradley: Das grosse Marion-Zimmer-Bradley-Buch. 1989.
- A Darkover Retrospective (1980)
  - Deutsch: Eine Darkover-Retrospektive. In: Marion Zimmer Bradley und Hans Joachim Alpers (Hrsg.): Marion Zimmer Bradleys „Darkover“. Hrsg. von Hans Joachim Alpers. Übersetzt von Martin Eisele. Corian (Edition Futurum #3), 1983, ISBN 3-89048-203-1.
- The Hawk-Master’s Son (1980, in: Marion Zimmer Bradley: The Keeper’s Price and Other Stories)
  - Deutsch: Der Sohn des Falkenmeisters. Übersetzt von Martin Eisele. In: Marion Zimmer Bradley und Hans Joachim Alpers (Hrsg.): Marion Zimmer Bradleys „Darkover“. Hrsg. von Hans Joachim Alpers. Corian (Edition Futurum #3), 1983, ISBN 3-89048-203-1. Auch als: Der Sohn des Falkners. In: Marion Zimmer Bradley: Planet der blutigen Sonne. 2000.
- A Sword of Chaos (1982)
  - Deutsch: Schwert des Chaos. In: Science Fiction Jahrbuch 1983. Übersetzt von Martin Eisele. Moewig Science Fiction #3600, 1982, ISBN 3-8118-3600-5.
- Knives (1985, in: Marion Zimmer Bradley: Free Amazons of Darkover)
  - Deutsch: Messer. In: Marion Zimmer Bradley: Freie Amazonen von Darkover. Moewig Science Fiction #3847, 1988, ISBN 3-8118-3847-4.
- The Ballad of Hastur and Cassilda (1987, in: Marion Zimmer Bradley: Red Sun of Darkover; auch: The Ballad of Hastur & Cassilda, 2013)
- The Shadow (1987, in: Marion Zimmer Bradley: Red Sun of Darkover)
  - Deutsch: Der Schatten. In: Marion Zimmer Bradley: Rote Sonne über Darkover. Moewig Science Fiction #3881, 1989, ISBN 3-8118-3881-4.
- Firetrap (1990, in: Marion Zimmer Bradley: Domains of Darkover; mit Elisabeth Waters)
  - Deutsch: Die Feuerfalle. In: Marion Zimmer Bradley: Planet der blutigen Sonne. 2000.
- Amazon Fragment (Auszug aus der ersten Fassung von Thendara House, 1991, in: Marion Zimmer Bradley: Renunciates of Darkover)
  - Deutsch: Amazonen-Fragment. In: Marion Zimmer Bradley: Planet der blutigen Sonne. 2000.
- The Word of a Hastur (1994, in: Marion Zimmer Bradley: Snows of Darkover)
  - Deutsch: Das Wort des Hastur. In: Marion Zimmer Bradley: Das Wort des Hastur. Heyne Allgemeine Reihe #10390, 1999, ISBN 3-453-13645-4.

### Avalon
- 1 The Mists of Avalon (1982)
  - Deutsch: Die Nebel von Avalon. Übersetzt von Manfred Ohl und Hans Sartorius. Krüger, 1983, ISBN 3-8105-2604-5.
- 2 The Forest House (1993; auch: The Forests of Avalon, 2013; mit Diana L. Paxson)
  - Deutsch: Die Wälder von Albion. Übersetzt von Manfred Ohl und Hans Sartorius. Krüger, 1993, ISBN 3-8105-2614-2.
- 3 Lady of Avalon (1996; mit Diana L. Paxson)
  - Deutsch: Die Herrin von Avalon. Übersetzt von Manfred Ohl und Hans Sartorius. Krüger, Frankfurt am Main 1996, ISBN 3-8105-2615-0.
- 4 Priestess of Avalon (2000; mit Diana L. Paxson)
  - Deutsch: Die Priesterin von Avalon. Übersetzt von Marion Balkenhol. Krüger, Frankfurt am Main 2001, ISBN 3-8105-2618-5.

Die folgende drei Romane bilden die Vorgeschichte von The Mists of Avalon und wurden von Diana L. Paxson nach Bradleys Tod aufgrund von deren Aufzeichnungen verfasst.
- Ancestors of Avalon (2004)
  - Deutsch: Die Ahnen von Avalon. Übersetzt von Irene Bonhorst und Irene Holicki. Diana, 2004, ISBN 3-453-26500-9.
- Ravens of Avalon (2007)
  - Deutsch: Die Hüterin von Avalon. Übersetzt von Regina Schneider. RM-Buch-und-Medien-Vertrieb [unda.], [Rheda-Wiedenbrück und Gütersloh] 2007, DNB 987021834.
- Sword of Avalon (2009)
  - Deutsch: Das Schwert von Avalon. Diana L. Paxson. Übersetzt von Hanne Hammer. E-Books der Verlagsgruppe Random House GmbH, München 2010, ISBN 978-3-641-04621-7 (E-Book).

Außerdem kann zum Zyklus gerechnet werden:
- Web of Light (1983; auch: The Fall of Atlantis, 1987; auch: Web of Darkness, 1984)
  - Deutsch: Das Licht von Atlantis. Übersetzt von Rosemarie Hundertmarck. Bastei Lübbe Allgemeine Reihe #13103, 1987, ISBN 3-404-13103-7.

Ein Zusammenhang mit Web of Light / Web of Darkness wird in der ursprünglichen Romanfolge nur angedeutet. Durch die drei Romane Paxsons wird dieser Zusammenhang hergestellt.

### Weitere Serien und Zyklen
Die Serien sind nach dem Erscheinungsjahr des ersten Teils geordnet.
Falcons of Narabedla
- Falcons of Narabedla (Kurzgeschichte in: Other Worlds Science Stories, May 1957)
- Falcons of Narabedla (Roman, 1964, in: Marion Zimmer Bradley: The Dark Intruder & Other Stories / Falcons of Narabedla)
  - Deutsch: Die Falken von Narabedla. Moewig (Terra Nova #181), 1971.

Colin McLaren / Claire Moffat
- 1 Dark Satanic (1972)
  - Deutsch: Die Teufelsanbeter. Übersetzt von Walter Brumm. Heyne Allgemeine Reihe #6697, 1986, ISBN 3-453-02302-1.
- 2 The Inheritor (1984)
  - Deutsch: Die Hüter der Schatten. Übersetzt von Barbara Röhl. Lübbe, Bergisch Gladbach 2000, ISBN 3-7857-2007-6.
- 3 Witch Hill (1990)
  - Deutsch: Hexenhügel. In: Marion Zimmer Bradley: Die Hüter der Schatten. Übersetzt von Barbara Röhl. Lübbe, Bergisch Gladbach 2000, ISBN 3-7857-2007-6.

Colin McLaren / Claire Moffat – Shadow’s Gate:
- 1 Ghostlight (1995)
  - Deutsch: Geisterlicht. Übersetzt von Andreas Nohl. Heyne, München 1998, ISBN 3-453-12915-6.
- 2 Witchlight (1996)
  - Deutsch: Die Engel der Dämmerung. Aus dem Amerikan. von Marion Balkenhol. Thienemann, Stuttgart - Wien 1998, ISBN 3-522-17186-1
- 3 Gravelight (1997)
  - Deutsch: Dämonenlicht. Übersetzt von Andreas Nohl. Heyne, München 1999, ISBN 3-453-14305-1.
- 4 Heartlight (1998)
  - Deutsch: Magier der Nacht. Übersetzt von Andreas Nohl. Heyne, München 2000, ISBN 3-453-17409-7.

Survivors (mit Paul Edwin Zimmer)
- 1 Hunters of the Red Moon (1973)
  - Deutsch: Die Jäger vom Roten Mond. Übersetzt von Leni Sobez. Pabel-Moewig (Terra Astra #210), 1975. Auch als: Die Jäger des roten Mondes. Hrsg. und mit einem Nachwort von Hans Joachim Alpers. Übersetzt von Annette von Charpentier. Moewig Science Fiction #3528, 1981, ISBN 3-8118-3528-9.
- 2 The Survivors (1979)
  - Deutsch: Die Flüchtlinge des roten Mondes. Hrsg. und mit einem Nachwort von Joachim Alpers. Übersetzt von Annette von Charpentier. Moewig Science Fiction #3540, 1981, ISBN 3-8118-3540-8.

Arwen (Kurzromane)
- The Jewel of Arwen (1974)
  - Deutsch: Arwens Stein. In: Lin Carter (Hrsg.): Tempel des Grauens. Pabel (Terra Fantasy #81), 1981.
- The Parting of Arwen (1974)

Lythande (Kurzgeschichten)
- The Secret of the Blue Star (1979, in: Robert Asprin (Hrsg.): Thieves’ World)
  - Deutsch: Das Geheimnis des blauen Sterns. In: Michael Görden (Hrsg.): Die schönsten phantastischen Geschichten der Weltliteratur. Bastei-Lübbe, 1985, ISBN 3-404-13005-7.
- The Incompetent Magician (1983, in: Marion Zimmer Bradley: Greyhaven)
  - Deutsch: Der unfähige Magier. In: Marion Zimmer Bradley: Geschichten aus dem Haus der Träume. Bastei-Lübbe, 1985, ISBN 3-404-13009-X.
- Somebody Else’s Magic (in: The Magazine of Fantasy & Science Fiction, October 1984; auch: Someone Else’s Magic, 1989)
  - Deutsch: Der anderen Magie. In: Ronald M. Hahn (Hrsg.): Der Zeitseher. Heyne Science Fiction & Fantasy #4265, 1986, ISBN 3-453-31244-9. Auch als: Der fremde Zauber. In: Marion Zimmer Bradley: Luchsmond. 1987.
- Sea Wrack (1985, in: Susan Shwartz (Hrsg.): Moonsinger’s Friends)
  - Deutsch: Seetang. In: Marion Zimmer Bradley: Lythande. 1992.
- Lythande (1986; mit Vonda N. McIntyre)
- The Wandering Lute (in: The Magazine of Fantasy & Science Fiction, February 1986)
  - Deutsch: Die wandernde Laute. In: Ronald M. Hahn (Hrsg.): Die Wildnis einer großen Stadt. Heyne Science Fiction & Fantasy #4438, 1987, ISBN 3-453-00468-X.
- Bitch (in: The Magazine of Fantasy & Science Fiction, February 1987)
  - Deutsch: Die Hündin. In: Alan Bard Newcomer (Hrsg.): Sirenenklänge. Bastei-Lübbe Fantasy #20145, 1990, ISBN 3-404-20145-0.
- The Walker Behind (in: The Magazine of Fantasy & Science Fiction, July 1987)
  - Deutsch: Der Verfolger. In: Ronald M. Hahn (Hrsg.): Rückkehr von der Regenbogenbrücke. Heyne Science Fiction & Fantasy #4574, 1989, ISBN 3-453-03163-6. Auch als: Jäger der Finsternis. In: Alan Bard Newcomer (Hrsg.): Sirenenklänge. Bastei-Lübbe Fantasy #20145, 1990, ISBN 3-404-20145-0.
- The Malice of the Demon (in: The Magazine of Fantasy & Science Fiction, September 1988)
- Footsteps (in: Marion Zimmer Bradley’s Fantasy, Winter 1991; auch: The Footsteps of Retribution, 2013)
- The Wuzzles (in: Marion Zimmer Bradley’s Fantasy, Fall 1991)
- Chalice of Tears, or I Didn’t Want That Damned Grail Anyway (1992, in: Richard Gilliam, Martin H. Greenberg und Edward E. Kramer (Hrsg.): Grails: Quests, Visitations and Other Occurrences)
- To Kill the Undead (in: Marion Zimmer Bradley’s Fantasy, Spring 1994)
  - Deutsch: Geschöpfe der Nacht. In: Melissa Andersson (Hrsg.): Das große Lesebuch der Fantasy. Goldmann Fantasy #24665, 1995, ISBN 3-442-24665-2.
- Fools’ Fire (in: Marion Zimmer Bradley’s Fantasy, Winter 1995)
- Here There Be Dragons? (1995, in: Edward E. Kramer, Richard Gilliam und Martin H. Greenberg (Hrsg.): Excalibur)
  - Deutsch: Gibt’s hier Drachen? In: Richard Gilliam, Martin H. Greenberg und Edward E. Kramer (Hrsg.): Das Schwert von Avalon. Knaur Excalibur #70100, 1998, ISBN 3-426-70100-6.
- To Drive the Cold Winter Away (1996, in: Anne McCaffrey und Elizabeth Ann Scarborough (Hrsg.): Space Opera)
- The Gratitude of Kings (1997)
  - Deutsch: Der Zauber von Tschardain. Übersetzt von Verena C. Harksen. Fischer-Taschenbuch-Verlag (Fischer #14290), Frankfurt am Main 2000, ISBN 3-596-14290-3.
- The Gratitude of Kings (1997)
  - Deutsch: Der Zauber von Tschardain. Übersetzt von Verena C. Harksen. Fischer-Taschenbuch-Verlag (Fischer #14290), Frankfurt am Main 2000, ISBN 3-596-14290-3.
- North to Northwander (in: Marion Zimmer Bradley’s Fantasy, Summer 1997)
- Goblin Market (in: Marion Zimmer Bradley’s Fantasy, Summer 1999)
- The Children of Cats (2013, in: Marion Zimmer Bradley: The Complete Lythande; mit Elisabeth Waters)
- The Virgin and the Volcano (2013, in: Marion Zimmer Bradley: The Complete Lythande; mit Elisabeth Waters)
- The Complete Lythande (2013, Sammlung)

Trillium / Ruwenda
Insgesamt 5 Romane. Romane 2, 3 und 5 wurden Andre Norton und Julian May ohne Beteiligung Bradleys verfasst.
- 1 Black Trillium (1990; mit Andre Norton und Julian May)
  - Deutsch: Die Zauberin von Ruwenda. Übersetzt von Marion Balkenhol. Heyne, 1994, ISBN 3-453-08013-0.
- 4 Lady of the Trillium (1995; mit Elisabeth Waters)
  - Deutsch: Die Erbin von Ruwenda. Übersetzt von Marion Balkenhol. Heyne, 1997, ISBN 3-453-11502-3.

Glenraven (mit Holly Lisle)
- 1 Glenraven (1996)
  - Deutsch: Glenraven. Übersetzt von Rainer Schumacher. Bastei Lübbe (Edition Libra), 1996, ISBN 3-404-50503-4.
- 2 In the Rift (1998)
  - Deutsch: Im Schatten der Burg. Übersetzt von Cornelia Haevecker und Rainer Schumacher. Bastei-Verlag Lübbe (Bastei-Lübbe-Taschenbuch #28313), Bergisch Gladbach 1999, ISBN 3-404-28313-9.

### Romane
- Bird of Prey (1957)
  - Deutsch: Raubvogel der Sterne. Übersetzt von Rainer Eisfeld. Zimmermann Hönne #758, 1959.
- Seven from the Stars (in: Amazing Science Fiction Stories, March 1960)
  - Deutsch: Erde – der verbotene Planet. Übersetzt von Charlotte Winheller. Pabel Utopia Großband #139, 1960. Auch als: Sie kamen von den Sternen. Übersetzt von Uwe Anton. Ullstein Science Fiction & Fantasy #31123, 1985, ISBN 3-548-31123-7. Auch als: Das silberne Schiff. In: Marion Zimmer Bradley: Das Tor zum All / Das silberne Schiff. Übersetzt von Ronald M. Hahn. Ullstein #22455, Frankfurt/M. und Berlin 1990, ISBN 3-548-22455-5. Auch als: Das silberne Schiff. Übersetzt von Uwe Anton. Ullstein Bücher #23798, 1996, ISBN 3-548-23798-3.
- Lesbian Love (1960; auch: The Tainted One, 1973)
- The Door Through Space (1961)
  - Deutsch: Das Weltraumtor. Übersetzt von Ronald M. Hahn. Moewig Terra Astra #1, 1971. Auch als: Das Tor zum All. Übersetzt von Ronald M. Hahn. Ullstein, Frankfurt am Main und Berlin 1989, ISBN 3-550-08563-X.
- I Am a Lesbian (1962)
- The Strange Women (1962)
- Spare Her Heaven (1963; auch: Anything Goes, 1964)
- The Colors of Space (1963)
  - Deutsch: Das Rätsel der achten Farbe. Pabel (Utopia Zukunftsroman #426), 1965. Auch als: Die Farben des Alls. Übersetzt von Uta Münch. Bastei Lübbe Science Fiction Abenteuer #23056, 1986, ISBN 3-404-23056-6.
- My Sister, My Love (1963)
- Twilight Lovers (1964)
- Castle Terror (1965)
  - Deutsch: Schloss des Schreckens. Übersetzt von Sepp Leeb. Heyne-Bücher #7712, München 1995, ISBN 3-453-02568-7.
- Knives of Desire (1966)
- No Adam for Eve (1966)
- Souvenir of Monique (1967)
  - Deutsch: Die zweite Gräfin. Übersetzt von Susi-Maria Roediger. Heyne (Romantic Thriller #1843), 1970. Auch als: Das graue Schloss am Meer. Übersetzung von Christian Barth. Heyne-Bücher #6815, München 1992, ISBN 3-453-02426-5.
- Bluebeard’s Daughter (1968)
- The Brass Dragon (1969)
  - Deutsch: Invasion der Wandelbaren. Übersetzt von H. P. Lehnert. Pabel-Moewig (Terra Astra #149), 1974. Auch als: Der Bronzedrache. Heyne Science Fiction & Fantasy #4144, 1984, ISBN 3-453-31111-6. Auch als: Der Bronzedrache. Übersetzt von Malte Heim. Heyne-Bücher #6359, München 1994, ISBN 3-453-02182-7.
- In the Steps of the Master (The Sixth Sense #2, 1973)
- Endless Voyage (1975; auch: Endless Universe, 1979)
  - Deutsch: Die endlose Reise. Übersetzt von Leni Sobez. Pabel-Moewig (Terra Astra #243), 1976. Auch als: Reise ohne Ende. Hrsg. und mit einem Nachwort von Hans Joachim Alpers. Übersetzt von Wolfgang Crass. Moewig Science Fiction #3548, 1981, ISBN 3-8118-3548-3. Auch als: Die Späher. In: Marion Zimmer Bradley: Die Späher : Zwei Romane in einem Band. Übersetzt von Irmhild Seeland. Bastei Lübbe (Bastei-Lübbe-Taschenbuch #24283), Bergisch Gladbach 2001, ISBN 3-404-24283-1.
- Can Ellen Be Saved? (1975)
- Drums of Darkness (Zodiac Gothic #8, 1976)
  - Deutsch: Trommeln in der Dämmerung. Übersetzt von Burkard Jost. Heyne Allgemeine Reihe #6602, 1985, ISBN 3-453-02196-7.
- The Ruins of Isis (1978)
  - Deutsch: Die Matriarchen von Isis. Übersetzt von Annette von Charpentier. Bastei Lübbe Science Fiction Bestseller #22014, 1979, ISBN 3-404-01412-X. Auch als: Die Frauen von Isis. Übersetzt von Annette von Charpentier. Lübbe, Bergisch Gladbach 1987, ISBN 3-7857-0474-7.
- The Catch Trap (1979)
  - Deutsch: Trapez. Übersetzt von Gunther Angerstein und Robert Forst nach einer Vorlage von Gerhard Schulte. Lambda Edition, Hamburg 1985, ISBN 3-925495-00-2.
- The House Between the Worlds (1980)
  - Deutsch: Das Haus zwischen den Welten. Übersetzt von Annette von Charpentier. Bastei Lübbe Paperback #28112, 1986, ISBN 3-404-28112-8.
- Survey Ship (1980)
  - Deutsch: Der lange Weg der Sternenfahrer. Übersetzt von Barbara Heidkamp. Bastei Lübbe Allgemeine Reihe #13019, 1985, ISBN 3-404-13019-7.
- Night’s Daughter (1985)
  - Deutsch: Tochter der Nacht. Übersetzt von Manfred Ohl und Hans Sartorius. Deutsche Bücherbund, Stuttgart und München 1985, DNB 881480045.
- Warrior Woman (1985)
  - Deutsch: Das Schwert der Amazone. Übersetzt von Waltraud Götting. Lübbe, Bergisch Gladbach 1987, ISBN 3-7857-0428-3.
- The Firebrand (1987)
  - Deutsch: Die Feuer von Troia. Übersetzt von Manfred Ohl und Hans Sartorius. Krüger, [Frankfurt (Main)] 1989, ISBN 3-8105-2612-6.
- Tiger Burning Bright (1995; mit Andre Norton und Mercedes Lackey)
  - Deutsch: Der Tigerclan von Merina. Übersetzt von Marion Balkenhol. Heyne, München 1996, ISBN 3-453-09739-4.

### Sammlungen
- Summer Butterflies (1955)
- The Door Through Space / Seven From the Stars (1961)
  - Deutsch: In dunklen Tiefen : Zwei Romane. Übersetzt von Uwe Anton und Ronald M. Hahn. Bastei-Verlag Lübbe (Bastei-Lübbe-Taschenbuch #24267), Bergisch Gladbach 1999, ISBN 3-404-24267-X.
- The Dark Intruder & Other Stories (1964)
  - Deutsch: Die Sterne warten und andere Stories. Übersetzt von Birgit Reß-Bohusch. Moewig (Terra Nova #177), 1971.
- The Endless Voyage / the Falcons of Narabedla (1979)
  - Deutsch: Die Späher : Zwei Romane in einem Band. Übersetzt von Irmhild Seeland. Bastei Lübbe (Bastei-Lübbe-Taschenbuch #24283), Bergisch Gladbach 2001, ISBN 3-404-24283-1.
- The Best of Marion Zimmer Bradley (1985; auch: Jamie and Other Stories: The Best of Marion Zimmer Bradley, 1993)
- The Inheritor / Witch Hill (1990)
  - Deutsch: Die Hüter der Schatten. Übersetzt von Barbara Röhl und Anneli von Könemann. Bastei-Verlag Lübbe (Bastei-Lübbe-Taschenbuch #14981), Bergisch Gladbach 2003, ISBN 3-404-14981-5.
- Two „Lost“ Tales (2011)
- Marion Zimmer Bradley Super Pack (2015)
- The Marion Zimmer Bradley Science Fiction Megapack (2018)
- The Bloody Sun / Star of Danger / The Winds of Darkover / The World Wreckers (Darkover Box Set) (Sammelausgabe)
- Brass Dragon / Drums of Darkness / Dark Satanic
  - Deutsch: Der Bronzedrache : Drei spannende Romane. Heyne-Bücher / 23 #163, München 1999, ISBN 3-453-14820-7.

Deutsche Zusammenstellung:
- Luchsmond. Aus dem Amerikanischen übersetzt und mit einem Essay von Verena C. Harksen. Krüger, Frankfurt am Main 1987, ISBN 3-8105-2611-8.
- Das grosse Marion-Zimmer-Bradley-Buch : Erzählungen 1950 – 1980. Hrsg. von Helmut W. Pesch. Bastei-Verlag Lübbe (Bastei-Lübbe-Taschenbuch #28174), Bergisch Gladbach 1989, ISBN 3-404-28174-8.
- Lythande. Mit einem Essay von Verena C. Harksen. Übersetzt von Verena C. Harksen und Lore Straßl. Krüger, 1990, ISBN 3-8105-2613-4.

### Kurzgeschichten
Da die Zuordnung oft nicht eindeutig ist, erscheinen hier auch einige Erzählungen, die dem Darkover-Zyklus zugerechnet werden können bzw. in entsprechenden Sammlungen und Anthologien erschienen sind.
1947
- Saga of Carcosa (in: Astra’s Tower, #1 Summer 1947)
- The Chimes in the Cathedral (in: Astra’s Tower, #2, December 1947)

1949
- Outpost (in: Amazing Stories, December 1949)

1950
- The Club House: Outpost (in: Amazing Stories Quarterly, Summer 1950)

1952
- Adventure in Charin (in: Ghuvna, #2, August 1952)
- Cassandra Marceau-Leynier (in: Astra’s Tower Special Leaflet, #1, August, 1952)
- Dio Ridenow of Serre (in: Astra’s Tower Special Leaflet, #1, August, 1952)
- Marga of the Darriells (in: Astra’s Tower Special Leaflet, #1, August, 1952)

1953
- Keyhole (1953, in: Vortex Science Fiction Vol. 1, No. 2)
- Women Only (1953, in: Vortex Science Fiction Vol. 1, No. 2)

1954
- Centaurus Changeling (in: The Magazine of Fantasy and Science Fiction, April 1954)
  - Deutsch: Die Kinder von Centaurus. In: Marion Zimmer Bradley: Luchsmond. 1987.
- Year of the Big Thaw (in: Fantastic Universe, May 1954)
- Jackie Sees a Star (in: Fantastic Universe, September 1954)
  - Deutsch: Der kleine Mutant. In: Marion Zimmer Bradley: Die Sterne warten und andere Stories. 1971. Auch als: Jackie sieht einen Stern. In: Marion Zimmer Bradley: Das grosse Marion-Zimmer-Bradley-Buch. 1989.
- The Crime Therapist (in: Future Science Fiction, October 1954)
  - Deutsch: Verbrechertherapie. In: Marion Zimmer Bradley: Die Sterne warten und andere Stories. 1971. Auch als: Verbrechenstherapie. In: Marion Zimmer Bradley: Das grosse Marion-Zimmer-Bradley-Buch. 1989.

1955
- The Climbing Wave (in: The Magazine of Fantasy and Science Fiction, February 1955)
  - Deutsch: Die steile Flut. In: Marion Zimmer Bradley: Luchsmond. 1987.
- Exiles of Tomorrow (in: Fantastic Universe, March 1955)
  - Deutsch: Im Zeitexil. In: Marion Zimmer Bradley: Die Sterne warten und andere Stories. 1971. Auch als: Verbannte der Zeit. In: Marion Zimmer Bradley: Das grosse Marion-Zimmer-Bradley-Buch. 1989.

1956
- Death Between the Stars (in: Fantastic Universe, March 1956)
  - Deutsch: Der Tod des Extraterrestriers. In: Marion Zimmer Bradley: Die Sterne warten und andere Stories. 1971. Auch als: Tod zwischen den Sternen. In: Marion Zimmer Bradley: Das grosse Marion-Zimmer-Bradley-Buch. 1989.
- Peace in the Wilderness (in: Fantastic Universe, July 1956)

1957
- Bird of Prey (in: Venture Science Fiction Magazine, May 1957)
  - Deutsch: Raubvogel. In: Marion Zimmer Bradley: Luchsmond. 1987.

1958
- The Stars Are Waiting (in: Saturn, March 1958)
  - Deutsch: Die Sterne warten. In: Marion Zimmer Bradley: Die Sterne warten und andere Stories. 1971.
- Collector’s Item (in: Satellite Science Fiction, June 1958)

1959
- The Wind People (in: If, February 1959)
  - Deutsch: Robins Welt. In: Margaret L. Carter (Hrsg.): Horror-Love. Heyne Allgemeine Reihe #5038, 1973, ISBN 3-453-00359-4. Auch als: Das Windvolk. In: René Oth (Hrsg.): Als alles anders wurde. Luchterhand (Sammlung Luchterhand #530), 1985, ISBN 3-472-61530-3. Auch als: Die Stimmen des Windes. In: Marion Zimmer Bradley: Das grosse Marion-Zimmer-Bradley-Buch. 1989.
- A Dozen of Everything (in: Fantastic, April 1959)
- To Err Is Inhuman (in: Science Fiction Stories, September 1959)
- Conquering Hero (in: Fantastic Science Fiction Stories, October 1959)

1960
- The Wild One (1960, in: A Book of Weird Tales)
  - Deutsch: Das Geschöpf der Wildnis. In: Günter M. Schelwokat (Hrsg.): 7 Werwolf-Stories. Heyne-Anthologien #27, 1968. Auch als: Luchsmond. In: Marion Zimmer Bradley: Luchsmond. 1987.

1962
- Black and White (in: Amazing Stories, November 1962; auch: Black & White, 1964)
  - Deutsch: Adam und Eva. In: Marion Zimmer Bradley: Die Sterne warten und andere Stories. 1971.
- Measureless to Man (in: Amazing Stories, December 1962; auch: The Dark Intruder, 1964)
  - Deutsch: Die Stadt in der Marswüste. In: Marion Zimmer Bradley: Die Sterne warten und andere Stories. 1971.
- Black & White (1962)
  - Deutsch: Adam und Eva. In: Marion Zimmer Bradley: Die Sterne warten. Moewig Terra Nova #177, 1971. Auch als: Schwarz und weiß. In: Marion Zimmer Bradley: Das grosse Marion-Zimmer-Bradley-Buch. 1989.
- Phoenix (1962; mit Ted White)
  - Deutsch: Geburt eines Phönix. In: Roman Sander (Hrsg.): Drachennächte. dtv Galleria #20787, 2005, ISBN 3-423-20787-6.
- Treason of the Blood (1962)
  - Deutsch: Kreuz des Bösen. In: Josh Pachter (Hrsg.): Top Horror. Heyne Die unheimlichen Bücher #20, 1984, ISBN 3-453-44074-9. Auch als: Das Kreuz des Bösen. In: Christian Dörge (Hrsg.): Der silberne Spiegel. Apex, 2018, ISBN 978-3-7467-7457-2.
- Treason On the Blood (1962)
  - Deutsch: Verrat von Geblüt. In: Marion Zimmer Bradley: Luchsmond. 1987.

1963
- Another Rib (in: The Magazine of Fantasy and Science Fiction, June 1963; mit Juanita Coulson)
  - Deutsch: Überleben ! In: Charlotte Winheller (Hrsg.): Die Esper greifen ein. Heyne Allgemeine Reihe #260, 1963. Auch als: Adams Rippe. In: Marion Zimmer Bradley: Das grosse Marion-Zimmer-Bradley-Buch. 1989.

1974
- The Jewel of Arwen (1974)
  - Deutsch: Arwens Stein. In: Lin Carter (Hrsg.): Tempel des Grauens. Pabel Terra Fantasy #81, 1981.
- The Parting of Arwen (1974)
  - Deutsch: Arwens Abschied. In: Marion Zimmer Bradley: Das grosse Marion-Zimmer-Bradley-Buch. 1989.

1976
- The Day of the Butterflies (1976, in: Donald A. Wollheim (Hrsg.): The DAW Science Fiction Reader)
  - Deutsch: Der Tag der Schmetterlinge. In: Josh Pachter (Hrsg.): Top Fantasy. Heyne Science Fiction & Fantasy #4353, 1987, ISBN 3-453-00433-7.
- Hero’s Moon (in: The Magazine of Fantasy and Science Fiction, October 1976)
  - Deutsch: Heldenmond. In: Marion Zimmer Bradley: Das grosse Marion-Zimmer-Bradley-Buch. 1989.
- Day of the Butterflies (1976)
  - Deutsch: Der Tag der Schmetterlinge. In: Josh Pachter (Hrsg.): Top Fantasy. Heyne Science Fiction & Fantasy #4353, 1987, ISBN 3-453-00433-7.

1977
- A Genuine Old Master (in: Galileo, October 1977)
  - Deutsch: Ein echter alter Meister. In: Marion Zimmer Bradley: Das grosse Marion-Zimmer-Bradley-Buch. 1989.
- The Engine (1977)
  - Deutsch: Die Maschine. In: Marion Zimmer Bradley: Luchsmond. 1987.

1978
- The Maenads (1978)
- Green Thumbs (in: Amazing Stories, November 1978)

1980
- Elbow Room (1980, in: Judy-Lynn del Rey (Hrsg.): Stellar #5: Science-Fiction Stories)
  - Deutsch: Ellenbogenfreiheit. In: Josh Pachter (Hrsg.): Top Science Fiction. Heyne Science Fiction & Fantasy #4352, 1987, ISBN 3-453-00431-0. Auch als: Ellbogenfreiheit. In: Marion Zimmer Bradley: Das grosse Marion-Zimmer-Bradley-Buch. 1989.

1983
- The Bardic Revel (1983)
  - Deutsch: Die Liedertafel. In: Marion Zimmer Bradley: Geschichten aus dem Haus der Träume. Bastei-Lübbe, 1985, ISBN 3-404-13009-X.
- Der Gefährte der jungfräulichen Jägerin. In: Manfred Kluge (Hrsg.): Im Reich der Phantasie. Heyne (Allgemeine Reihe #6457), 1983, ISBN 3-453-02032-4.

1987
- Bride Price (1987, in: Marion Zimmer Bradley: The Other Side of the Mirror and Other Darkover Stories)
  - Deutsch: Brautpreis. In: Marion Zimmer Bradley: Lythande. 1992. Auch als: Der Brautpreis. In: Marion Zimmer Bradley: Die andere Seite des Spiegels : Ein Darkover-Lesebuch. Übersetzt von Ronald M. Hahn. Droemer Knaur (Knaur #60975), München 2002, ISBN 3-426-60975-4.
- Everything but Freedom (1987, in: Marion Zimmer Bradley: The Other Side of the Mirror and Other Darkover Stories)
  - Deutsch: Alles außer Freiheit. In: Marion Zimmer Bradley: Lythande. 1992. Auch als: Nur keine Freiheit. In: Marion Zimmer Bradley: Planet der blutigen Sonne. 2000.
- Oathbreaker (1987, in: Marion Zimmer Bradley: The Other Side of the Mirror and Other Darkover Stories)
  - Deutsch: Eidbrecher. Übersetzt von Ronald M. Hahn. In: Marion Zimmer Bradley: Planet der blutigen Sonne. 2000. Auch als: Eidbrecher. Übersetzt von Verena C. Harksen. In: Marion Zimmer Bradley: Lythande. 1992.

1988
- House Rules (1988, in: Marion Zimmer Bradley: Four Moons of Darkover)
  - Deutsch: Hausordnung. In: Marion Zimmer Bradley: Die Monde von Darkover. Moewig Science Fiction #3883, 1990, ISBN 3-8118-3883-0.
- Man of Impulse (1988, in: Marion Zimmer Bradley: Four Moons of Darkover; auch: A Man of Impulse, 1993)
  - Deutsch: Ein impulsiver Mann. In: Marion Zimmer Bradley: Die Monde von Darkover. Moewig Science Fiction #3883, 1990, ISBN 3-8118-3883-0. Auch als: Ein impulsiver Mensch. In: Marion Zimmer Bradley: Planet der blutigen Sonne. 2000.
- The Final Bet (in: Marion Zimmer Bradley’s Fantasy, Summer 1988)

1990
- Hello Daddy, This is Margaret (in: Marion Zimmer Bradley’s Fantasy, Summer 1990)

1993
- Jamie (1993, in: Jamie and Other Stories: The Best of Marion Zimmer Bradley)
- Ten Minutes or So (1993, in: Marion Zimmer Bradley: Towers of Darkover)
  - Deutsch: Rund zehn Minuten. In: Marion Zimmer Bradley: Die Türme : Ein Darkover-Lesebuch. Übersetzt von Fred Kinzel. Droemer Knaur (Knaur #60980), München 2002, ISBN 3-426-60980-0.
- Hilary’s Homecoming (1993, in: Marion Zimmer Bradley: Marion Zimmer Bradley’s Darkover)
  - Deutsch: Hilarys Heimkehr. In: Marion Zimmer Bradley: Planet der blutigen Sonne. 2000.
- Hilary’s Wedding (1993, in: Marion Zimmer Bradley: Marion Zimmer Bradley’s Darkover)
  - Deutsch: Hilarys Hochzeit. In: Marion Zimmer Bradley: Planet der blutigen Sonne. 2000.

1996
- Toe Heaven (in: Marion Zimmer Bradley’s Fantasy, Autumn 1996)
- The Pledged Word (Auszug aus The Mists of Avalon, in: Mike Ashley (Hrsg.): The Merlin Chronicles, 1995)
  - Deutsch: Das verpfändete Wort. In: Jennifer Roberson (Hrsg.): Rückkehr nach Avalon. Goldmann, 1997, ISBN 3-442-41600-0.

1997
- Doom of the Thrice-Cursed (1997, in: Jonathan Bacon (Hrsg.): Ghor, Kin-Slayer: The Saga of Genseric’s Fifth-Born Son)

1998
- Well Met By Moonlight (in: Marion Zimmer Bradley’s Fantasy, Fall 1998)
- The Heart of the Hills (1998; mit Diana L. Paxson)
  - Deutsch: Das Herz der Felsen. In: Melissa Andersson und Jennifer Roberson (Hrsg.): Jenseits von Avalon. Knaur Excalibur #70163, 1999, ISBN 3-426-70163-4.

2011
- Moonfire (2011, in: Marion Zimmer Bradley: Two „Lost“ Tales)

### Anthologien
- Greyhaven (1983)
- Spells of Wonder (1989)
- Marion Zimmer Bradley’s Fantasy Worlds (1998; mit Rachel E. Holmen)

Sword and Sorceress (Anthologien)
- 1 Sword and Sorceress (1984)
- 2 Sword and Sorceress II: An Anthology of Heroic Fantasy (1985)
- 3 Sword and Sorceress III (1986)
- 4 Sword and Sorceress IV (1987)
- 5 Sword and Sorceress V (1988)
  - Deutsch: Zauberschwestern. Übersetzt von Rosemarie Hundertmarck. Moewig Science Fiction #3884, 1990, ISBN 3-8118-3884-9.
- 6 Sword and Sorceress VI (1990)
- 7 Sword and Sorceress VII (1990)
- 8 Sword and Sorceress VIII (1991)
- 9 Sword and Sorceress IX (1992)
- 10 Sword and Sorceress X (1993)
- 11 Sword and Sorceress XI: An Anthology of Heroic Fantasy (1994)
- 12 Sword and Sorceress XII (1995)
- 13 Sword and Sorceress XIII (1996)
- 14 Sword and Sorceress XIV (1997; mit Rachel E. Holmen)
- 15 Sword and Sorceress XV (1998)
- 16 Sword and Sorceress XVI (1999)
- 17 Sword and Sorceress XVII (2000)
- 18 Sword and Sorceress XVIII (2001)
- 19 Sword and Sorceress XIX (2002)
- 20 Sword and Sorceress XX (2003)

Best of MZB’s Fantasy Magazine
- 1 The Best of Marion Zimmer Bradley’s Fantasy Magazine (1994)
- 2 The Best of Marion Zimmer Bradley’s Fantasy Magazine Vol. II (1995; mit Elisabeth Waters)

### Sachliteratur
- Men, Halflings and Hero Worship (1973)
- The Necessity for Beauty: Robert W. Chambers & The Romantic Tradition (1974)
- Experiment Perilous: Three Essays on Science Fiction (1976; mit Norman Spinrad und Alfred Bester)
- Checklist (A complete, cumulative Checklist of lesbian, variant and homosexual fiction) (2012)

## Verfilmungen
- Die Nebel von Avalon wurden 2001 unter der Regie von Uli Edel als Miniserie verfilmt.